# George Howe

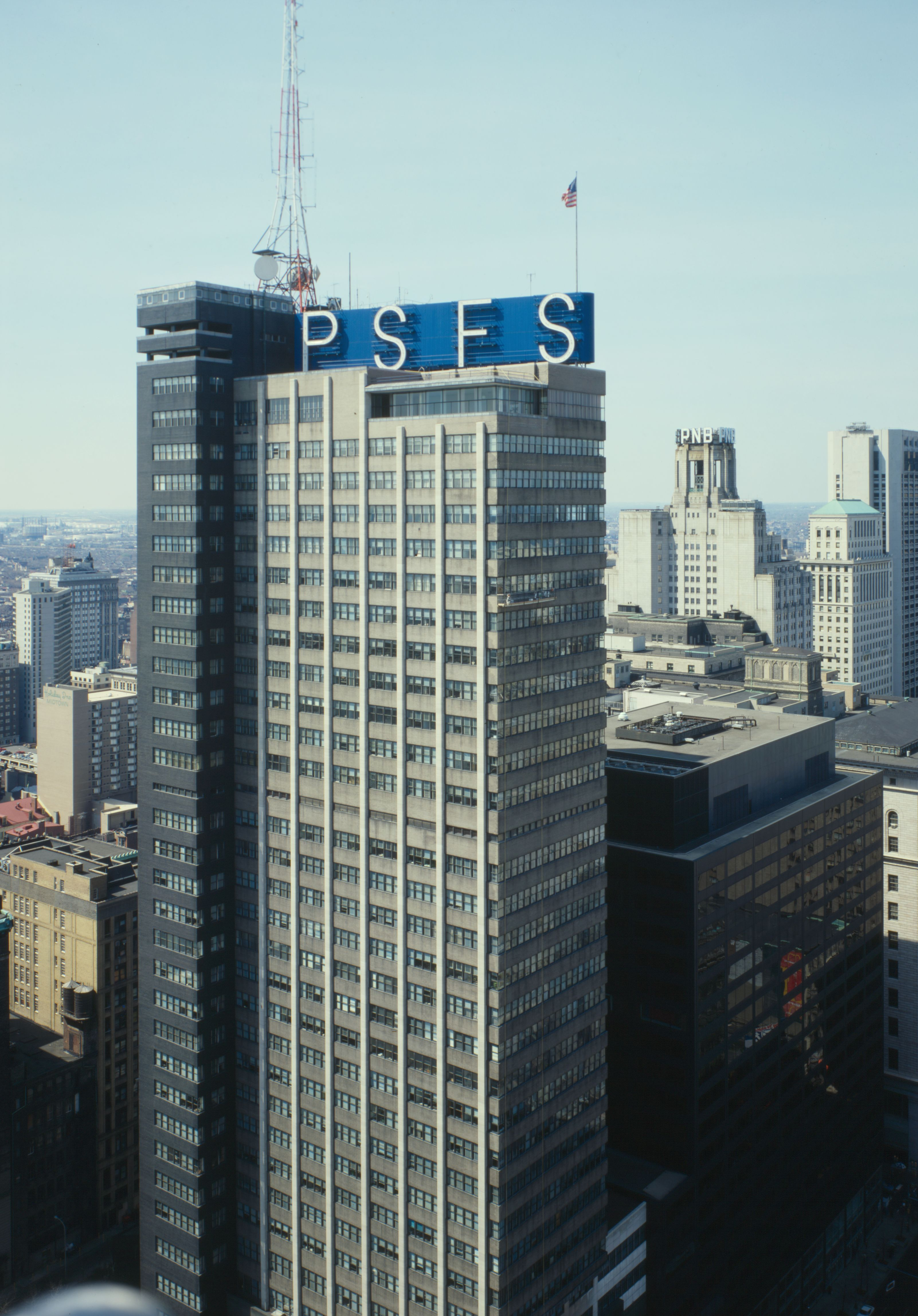
Rascacielos Philadelphia Savings Fund Society (PSFS), de George Howe y William Lescaze, Filadelfia (1931-1932)

George Howe (Worcester (Massachusetts), 1886-Cambridge (Massachusetts), 1955) fue un arquitecto estadounidense, de estilo racionalista. 

## Trayectoria
Estudió en la Universidad de Harvard (1904-1907) y en la École des Beaux-Arts de París (1908-1913). Entre 1913 y 1916 trabajó en el estudio Furness, Evans & Co. En 1916 se asoció con Walter Mellor y Arthur Ingersoll Meigs, con quienes formó la firma Mellor Meigs & Howe (1916-1928). Construyeron sobre todo edificios residenciales y comerciales, entre los que destaca el Goodhart Hall del Bryn Mawr College (1926–29), un auditorio de estilo neogótico.
En 1929 se asoció a William Lescaze, con el que formó la firma Howe & Lescaze. Juntos diseñaron el rascacielos Philadelphia Savings Fund Society (PSFS) de Filadelfia (1931-1932), el primer rascacielos de estilo racionalista de Estados Unidos. En su momento fue una obra emblemática, el edificio de mayor escala construido en su tiempo, diseñado como una obra de diseño integral, en que los autores diseñaron meticulosamente tanto los aspectos constructivos como decorativos, equipamientos y mobiliario. Inspirado parcialmente en el estilo Beaux-Arts, su concepción funcionalista lo enmarca sin embargo claramente en el racionalismo —más conocido en el ámbito anglosajón como Estilo internacional—.
Otras obras de ambos arquitectos fueron: la escuela Hessian Hills School en Nueva York (1931-1932) y la casa Field en Connecticut (1932). En 1935 se separaron y Howe fundó su propio estudio, con el que se dedicó a la construcción de casas particulares. En 1941 se asoció brevemente con Louis Kahn y Oscar Stonorov, con quienes colaboró en la Philadelphia Housing Authority. Su principal proyecto fue el de la ciudad obrera de Carver Court en Coatesville, Pensilvania (1943).
En 1942 fue nombrado arquitecto jefe de la Public Buildings Administration, desde la que impulsó la arquitectura moderna en el seno de la administración gubernamental estadounidense. Entre 1947 y 1949 fue arquitecto residente en la Academia Americana en Roma y, entre 1950 y 1954, director del Departamento de Arquitectura de la Universidad de Yale. En 1951 fue elegido académico de la Academia Nacional de Dibujo de Estados Unidos.